# اوچ‌تپه، جلیل‌آباد
اوچ‌تپه (به ترکی آذربایجانی: Üçtəpə) یک منطقه مسکونی در جمهوری آذربایجان است که در شهرستان جلیل‌آباد واقع شده است. اوچ‌تپه ۶۰۲۱ نفر جمعیت دارد.